# Кулешов, Сергей Павлович
Серге́й Па́влович Кулешо́в (3 апреля 1945, Москва — 11 декабря 2017, там же) — российский учёный, физик-теоретик, доктор физико-математических наук, профессор Объединённого института ядерных исследований, главный учёный секретарь Высшей аттестационной комиссии СССР (1979—1992), первый заместитель председателя Высшего аттестационного комитета Министерства науки, высшей школы и технической политики РФ (1992—1998), член-корреспондент РАРАН, заслуженный деятель науки и техники Российской Федерации (1995).

## Биография
Отец — маршал артиллерии П. Н. Кулешов, мать Ирина Ефимовна — педагог. Брат Юрий Павлович — главный конструктор. 
С 1962 по 1968 годы учился в Московском государственном университете им. М. В. Ломоносова на физическом факультете. По окончании обучения начал свою трудовую деятельность в Дубне, в лаборатории теоретической физики ОИЯИ под руководством академика Николая Николаевича Боголюбова.
В 1970 году защитил диссертацию на соискание учёной степени кандидата физико-математических наук.
С 1970 по 1977 годы — главный учёный секретарь ОИЯИ, вёл большую научно-организационную, научно-педагогическую и общественную деятельность, принимал участие в организации и проведении ряда международных научных школ и конференций.
В 1972 году защитил диссертацию на соискание учёной степени доктора физико-математических наук.
В 1973 году совместно с А. Н. Сисакяном и рядом других сотрудников лаборатории теоретической физики ОИЯИ стал лауреатом премии Ленинского комсомола в области науки и техники за цикл работ по приближённым методам квантовой теории поля в физике высоких энергий. Исследования, выполненные при непосредственном участии С. П. Кулешова, были также удостоены первой премии конкурса научных работ ОИЯИ.
С 1973 года занимал должность председателя Совета молодых учёных и специалистов Московского областного комитета комсомола, в 1978 году был делегатом XVIII съезда ВЛКСМ.
С 1979 по 1998 годы С. П. Кулешов — главный учёный секретарь Высшей аттестационной комиссии СССР и России.
С 1990 года также занимал пост заместителя ответственного секретаря Секретариата парламентского собрания Союза Беларуси и России.
В 1995 году С. П. Кулешову указом Президента Российской Федерации от 07.09.1995 года № 910 было присвоено почётное звание «Заслуженный деятель науки и техники Российской Федерации»
Ушёл из жизни в Москве 11 декабря 2017 года.